# Ilfracombe
Ilfracombe (výslovnost /ˈɪlfrəkuːm/, anglicky přibližně Il-frə-kúm) je přímořské letovisko a civilní farnost nacházející se na severním pobřeží Devonu v Anglii. Město má malý přístav obklopený útesy.
Farnost se rozprostírá podél pobřeží od tzv. „Coastguard Cottages“ v Hele Bay na východě až přibližně 6 km západním směrem k Lee Bay přes oblast Torrs. Letovisko je kopcovité; nejvyšším bodem v rámci hranic farnosti je Hore Down Gate, který se nachází asi 3 km ve vnitrozemí a dosahuje nadmořské výšky 270 metrů.
Dominantou přístavu je vrch Hillsborough Hill, který byl místem opevněného osídlení z doby železné. K významným stavbám v zastavěné oblasti patří architektonicky oceňované divadlo Landmark Theatre s charakteristickým dvojitým kuželovitým tvarem. Mezi další zajímavosti patří farní kostel Svaté Trojice ze 13. století a kaple svatého Mikuláše (sloužící také jako maják) na Lantern Hill, ke kterým se v moderní době přidala socha Verity od umělce Damiena Hirsta.